# 里腊站
里腊站是位于云南省曲靖市沾益区里腊村的一个铁路车站，邮政编码655038。车站建于1964年，有贵昆铁路经过该站，现不办理客货运业务，车站及其上下行区间均已电气化。车站距离贵阳站442公里，隶属昆明铁路局，是五等站。
1. ↑  铁道部电子计算技术中心, 铁道部运输局. . 北京: 中国铁道出版社. 1998: 119. ISBN 9787113030995.